# Resolutie 2065 van de Algemene Vergadering van de Verenigde Naties
 Resolutie A/RES/2065 (XX) van de Algemene Vergadering van de Verenigde Naties werd aangenomen op 16 december 1965, en erkende het bestaan van een soevereiniteitsgeschil tussen het Verenigd Koninkrijk en Argentinië over de Falklandeilanden. 
In deze resolutie werd erkend dat de kwestie van de Falklandeilanden deel uitmaakte van een koloniale situatie die moset worden opgelost in het licht van wat was vastgelegd in Resolutie 1514 (XV), waarin de doelstelling werd vastgelegd om alle vormen van kolonialisme uit te bannen. In de resolutie werden de partijen opgeroepen om het soevereiniteitsgeschil zo snel mogelijk op te lossen, waarbij men rekening hield met de belangen van de eilandbewoners.

## Historische achtergrond
Op 3 januari 1833 verdreven Britse troepen de Argentijnse autoriteiten en bevolking die zich op de Falklandeilanden hadden gevestigd en begonnen met hun illegale bezetting. Hierdoor ontstond er een ongekende, bijzondere koloniale situatie. Deze machtsovername markeerde het begin van het conflict over de soevereiniteit van de Falklandeilanden.
Eind jaren vijftig besloot de Algemene Vergadering van de Verenigde Naties om een wereldwijd dekolonisatieproces te bevorderen.
Op 14 december 1960 werd Resolutie 1514 (XV) betreffende de "Verklaring over het verlenen van onafhankelijkheid aan koloniale landen en volkeren" aangenomen met 89 stemmen voor, 0 stemmen tegen en 9 onthoudingen, vrijwel allemaal afkomstig uit koloniale landen. Dit document opende de deur voor bilaterale onderhandelingen tussen Argentinië en het Verenigd Koninkrijk. In vier punten (2, 4, 6 en 7) verwijst de tekst naar de kern van het probleem: respect voor zelfbeschikking, nationale eenheid en territoriale integriteit. Dit werd het jaar daarop bekrachtigd door Resolutie 1654 (XVI), waarbij een comité werd opgericht dat na Resolutie 1810 bekend zou worden als het "Speciale Comité van Vierentwintig" om toezicht te houden op het dekolonisatieproces. Met name de kwestie van de Falklandeilanden viel onder de bevoegdheid van Ondercomité III.
Aan het begin van de zitting in september 1964 mochten delegaties uit beide landen aan de debatten deelnemen, maar zonder stemrecht. Het Argentijnse proefschrift werd gepresenteerd door de juridisch adviseur van het Ministerie van Buitenlandse Zaken, José María Ruda, en het Britse proefschrift door Cecil King. Er ontstond een verhitte discussie, waarbij de meeste leden de voorkeur gaven aan het standpunt van Argentinië. Ondercomité III stelde een rapport op met de conclusies van de besprekingen, die de argumenten van het Verenigd Koninkrijk punt voor punt tegenspraken.
Ondercomité III keurde het rapport unaniem goed en verwees het naar de Speciale Comité van Vierentwintig. Daar werd het argument uit de vorige stap herhaald. Het Verenigd Koninkrijk heeft geprobeerd de kwestie bilateraal te escaleren om te voorkomen dat de kwestie verder bij de Verenigde Naties wordt besproken. Opnieuw won de Argentijnse diplomatie en de leden van de vergadering accepteerden unaniem de conclusies van het ontvangen rapport. Syrië diende een aanvullende motie in om het woord "Malvinas" naast de woorden "Falkland Islands" te laten verschijnen in alle officiële documenten van de organisatie. Deze motie werd aangenomen met 19 stemmen voor, het Verenigd Koninkrijk tegen en twee onthoudingen. Het nieuwe rapport werd vervolgens ter bespreking voorgelegd aan de Vierde Commissie voor Koloniale Vraagstukken van de Algemene Vergadering, waar het het jaar daarop zou worden behandeld.
Nadat het ontwerp van resolutie met 87 stemmen voor en 13 onthoudingen was aangenomen, nam de Algemene Vergadering op 16 december 1965, op basis van het rapport van de Vierde Commissie, Resolutie 2065 (XX) aan met 94 stemmen voor, 0 stemmen tegen en 14 onthoudingen. De tekst stelt formeel voor dat de twee regeringen onderhandelingen voeren over soevereiniteit in overeenstemming met de hierboven genoemde punten van het rapport van Ondercomité III. Hierin wordt in essentie vastgesteld dat de Falklandeilanden niet kunnen worden gedekoloniseerd op basis van het beginsel van zelfbeschikking en worden beide partijen opgeroepen om aan de Speciale Comité van Vierentwintig en de Algemene Vergadering verslag uit te brengen over de voortgang van de onderhandelingen.
Na de goedkeuring van Resolutie 2065 probeerde het Verenigd Koninkrijk een expliciete verwijzing naar het recht op zelfbeschikking op te nemen in wat later Resolutie 40/21 van 27 november 1985 zou worden. De Algemene Vergadering van de VN verwierp dit echter ronduit. De reden is eenvoudig: in tegenstelling tot de gebruikelijke gevallen van kolonialisme, dat wil zeggen de onderwerping van een heel volk door een Europese mogendheid, gaat het bij de kwestie van de Falklandeilanden om de verdringing van een jonge onafhankelijke staat van een deel van zijn grondgebied en bevolking door de machtigste koloniale mogendheid van die tijd.

## Stemming
De uitslag van de stemming was als volgt:
Voor: Brazilië, Bulgarije, Birma, Burundi, Wit-Russische Socialistische Sovjetrepubliek, Kameroen, Centraal-Afrikaanse Republiek, Ceylon, Chili, China, Colombia, Congo (Brazzaville), Congo (Democratische Republiek), Costa Rica, Cuba, Tsjecho-Slowakije, Dahomey, Dominicaanse Republiek, El Salvador, Ethiopië, Gabon, Ghana, Griekenland, Guatemala, Guinee, Haïti, Honduras, Hongarije, India, Iran, Irak, Ierland, Israël, Italië, Ivoorkust, Jamaica, Japan, Jordanië, Kenia, Koeweit, Libanon, Liberia, Libië, Luxemburg, Madagaskar, Malawi, Maleisië, Malediven, Mali, Mauritanië, Mexico, Mongolië, Marokko, Nepal, Nicaragua, Niger, Nigeria, Pakistan, Panama, Paraguay, Peru, Filipijnen, Polen, Roemenië, Rwanda, Saoedi-Arabië, Senegal, Sierra Leone, Somalië, Spanje, Soedan, Syrië, Thailand, Togo, Trinidad en Tobago, Tunesië, Turkije, Oeganda, Oekraïense Socialistische Sovjetrepubliek, Unie van Socialistische Sovjetrepublieken, Verenigde Arabische Republiek, Verenigde Republiek Tanzania, Opper-Volta, Uruguay, Venezuela, Jemen, Joegoslavië, Zambia, Afghanistan, Algerije, Argentinië, Oostenrijk, België, Bolivia.
In totaal stemde 87 % van de VN-leden voor deze resolutie.
Tegen: Geen.
Onthoudingen: Canada, Denemarken, Finland, Frankrijk, IJsland, Nederland, Nieuw-Zeeland, Noorwegen, Portugal, Zuid-Afrika, Zweden, Verenigd Koninkrijk, Verenigde Staten, Australië.
Afwezigen: Negen landen.

## Resolutie 2065 (XX)
Resolutie 2065 (XX) stelt duidelijk het volgende: ten eerste is er een geschil over de soevereiniteit over de Falklandeilanden; Ten tweede wordt dit geschil tussen twee partijen gevoerd, en wel tussen slechts twee, namelijk de regeringen van de Republiek Argentinië en het Verenigd Koninkrijk. ten derde moet dit geschil worden opgelost door middel van onderhandelingen tussen de twee regeringen, en dit is de enige manier om een einde te maken aan de koloniale situatie; In de vierde plaats moeten beide partijen bij het zoeken naar deze oplossing rekening houden met de belangen van de bevolking van de Falklandeilanden, wat de toepassing van het beginsel van zelfbeschikking uitsluit. Het is de moeite waard eraan te herinneren dat de Algemene Vergadering in 1985 een duidelijk standpunt innam in dit opzicht, toen zij twee Britse amendementen verwierp die tot doel hadden dit beginsel op te nemen in de relevante ontwerpresolutie.
Resolutie 2065 (XX) van de Algemene Vergadering sluit de toepassing van het beginsel van zelfbeschikking op de Falklandeilanden uit. Indien het bestaan van het geschil over de soevereiniteit wordt erkend, staat de toepassing van paragraaf 2 van Resolutie 1514 (XV) haaks op paragraaf 6. Het verlenen van zelfbeschikking aan de bewoners van de eilanden zou immers een schending van de territoriale integriteit van de Republiek Argentinië betekenen. Bovendien bevestigt de verwijzing naar de "belangen" van de bevolking, en niet naar hun "wensen", in Resolutie 2065 (XX), dat het recht op zelfbeschikking niet van toepassing is op de Falklandeilanden, aangezien de bevolking Brits is, daarheen is getransplanteerd met het doel een kolonie te stichten en nooit is onderworpen of veroverd door een koloniale macht, zoals vereist door Resolutie 1514 (XV). Het Verenigd Koninkrijk schond de territoriale integriteit van de Argentijnse Republiek door een deel van het grondgebied te bezetten en vervolgens de eigen bevolking naar de eilanden over te brengen. Het recht op zelfbeschikking geldt voor andere volkeren dan die van de koloniale macht, die het slachtoffer zijn van buitenlandse onderdrukking, overheersing en uitbuiting. Het recht op zelfbeschikking kan niet worden aangeboden aan een bevolkingsgroep die geen juridisch eigenaar is van het gebied. Omdat de eilandbewoners door de koloniale macht bewust opnieuw zijn gevestigd om haar eigen belangen te dienen, vormen zij geen derde partij in dit conflict. De bevolking is ontstaan na de bezetting van de Falklandeilanden door de koloniale macht in 1833. De rechtmatige autoriteiten en de oorspronkelijke Argentijnse bevolking werden verdreven en vervangen door Britse onderdanen. Daarna werd er een discriminerend migratiebeleid ingevoerd dat de terugkeer van de oorspronkelijk daar wonende Argentijnen en de daaropvolgende vestiging van Argentijnse burgers belemmerde. Om deze reden zijn de eilandbewoners geen volk in de juridische zin van het woord. De kwestie Falklandeilanden heeft dus betrekking op een gekoloniseerd grondgebied, en niet op een gekoloniseerd volk.
In paragraaf 6 van Resolutie 1514 (XV) verklaart de Algemene Vergadering dat "elke poging die gericht is op de gedeeltelijke of volledige vernietiging van de nationale eenheid en territoriale integriteit van welk land dan ook –in dit geval de Argentijnse Republiek– onverenigbaar is met de doelstellingen en beginselen van het Handvest van de Verenigde Naties". In de kwestie van de Falklandeilanden prevaleert het beginsel van territoriale integriteit boven het beginsel van zelfbeschikking, aangezien in de 19e eeuw imperialistische acties de soevereiniteit en territoriale integriteit van Argentinië, een onafhankelijke republiek die door het Verenigd Koninkrijk zelf werd erkend, aantasten.